# 宁古拉
宁古拉（Ninkurra）为苏美尔神话中的“牧场女主宰”，是一位次要的母神，恩基和宁萨儿的女儿，乌特圖（Uttu）的母亲。在另一种传说中，她是神化的女性性器官宁伊瑪（Nin-imma）的母亲（与恩基所生）。

## 参阅文献
- 迈克尔·乔丹，神之百科全书，凯尔-凯西有限公司，2002年